# بوستروف
بوستروف (به فرانسوی: Boustroff) یک کمون در فرانسه است که در Canton of Grostenquin واقع شده‌است.

## خصوصیات
بوستروف ۳٫۴۷ کیلومترمربع مساحت و ۱۵۲ نفر جمعیت دارد و ۲۰۰ متر بالاتر از سطح دریا واقع شده‌است.